# Damon Wayans
Damon Kyle Wayans (New York, 4 settembre 1960) è un attore, comico e sceneggiatore statunitense.
È noto al grande pubblico principalmente per il ruolo del capo famiglia Michael Kyle nella sitcom Tutto in famiglia, andata in onda dal 2001 al 2005.

## Biografia
Secondogenito dei dieci figli di Elvira, casalinga, e Howell Wayans, direttore di un supermercato. Ha cinque sorelle, Elvira, Vonnie, Nadia, Kim, Diedre e quattro fratelli, Marlon, Keenen Ivory, Shawn e Dwayne, quasi tutti attori. La sua famiglia è stata interessata alla religione dei Testimoni di Geova. Ha frequentato la Murry Bergtraum High School.
Dal 1984 compare in diversi film come Beverly Hills Cop (1984), Colors - Colori di guerra (1988), Le ragazze della Terra sono facili (1989) e Bulletproof (1996). È stato comico del Saturday Night Live dal 1985 al 1986. È ideatore e protagonista della serie televisiva statunitense Tutto in famiglia (2001-2005). Candidato all'MTV Movie Award alla miglior coppia del 1992 assieme a Bruce Willis per il film L'ultimo boy scout (1991) e vincitore di un BET Comedy Awards nel 2004 per la serie Tutto in famiglia.

## Vita privata
Wayans è stato sposato dal 1984 al 2000 con Lisa Thorner, da cui ha avuto quattro figli: Damon Jr. (1982), Michael (1985), Cara Mia (1987) e Kyla (1991). Inoltre è zio di Damien Dante, Chaunté e Craig. Amico intimo della leggenda della NBA Michael Jordan e di Jim Carrey, ha vinto un E! People's Choice Award come attore favorito in una nuova serie TV. Il 13 febbraio 2001 è diventato nonno di Ava Marie Jean e nel 2021 di Damon Ivory

## Filmografia

### Cinema
- Beverly Hills Cop - Un piedipiatti a Beverly Hills (Beverly Hills Cop), regia di Martin Brest (1984)
- Hollywood Shuffle, regia di Robert Townsend (1987)
- Roxanne, regia di Fred Schepisi (1987)
- Colors - Colori di guerra (Colors), regia di Dennis Hopper (1988)
- Scappa, scappa... poi ti prendo! (I'm Gonna Git You Sucka), regia di Keenen Ivory Wayans (1988)
- L'ultima battuta (Punchline), regia di David Seltzer (1988)
- Le ragazze della Terra sono facili (Earth Girls Are Easy), regia di Julien Temple (1989)
- L'ultimo boy scout (The Last Boy Scout), regia di Tony Scott (1991)
- Pioggia di soldi (Mo' Money), regia di Peter MacDonald (1992)
- Last Action Hero - L'ultimo grande eroe (Last Action Hero), regia di John McTiernan (1993)
- Un eroe fatto in casa (Blankman), regia di Mike Binder (1994)
- Il maggiore Payne (Major Payne), regia di Nick Castle (1995)
- Celtic Pride - Rapimento per sport (Celtic Pride), regia di Tom DeCerchio (1996)
- La grande promessa (The Great White Hype), regia di Reginald Hudlin (1996)
- Bulletproof, regia di Ernest R. Dickerson (1996)
- Harlem Aria, regia di William Jennings (1999)
- Goosed, regia di Aleta Chappelle (1999)
- Bamboozled, regia di Spike Lee (2000)
- Marci X, regia di Richard Benjamin (2003)
- Behind the Smile, regia di Damon Wayans (2006) - solo regia
- Cinnamon, regia di Bryian Keith Montgomery Jr. (2023)

### Televisione
- Saturday Night Live – programma TV, 12 episodi (1985-1995)
- Triplecross, regia di David Greene – film TV (1986)
- Sweet Surrender – serie TV, episodio 1x03 (1987)
- Tutti al college (A Different World) – serie TV, episodio 1x05 (1988)
- In Living Color – serie TV, 90 episodi (1990–2001)
- Damon – serie TV, 13 episodi (1998)
- Tutto in famiglia (My Wife and Kids) – serie TV, 123 episodi (2001-2005)
- The Underground – serie TV, 11 episodi (2006)
- Never Better, regia di Marc Buckland – film TV (2008)
- Herd Mentality, regia di Andy Cadiff – film TV (2011)
- Happy Endings – serie TV, episodio 1x05 (2011)
- Lethal Weapon – serie TV, 55 episodi (2016-2019)

### Videoclip
- The Best Things in Life Are Free, Luther Vandross, Janet Jackson (1992)

### Doppiatore
- Senti chi parla 2 (Look Who's Talking Too), regia di Amy Heckerling (1990)
- Farce of the Penguins, regia di Bob Saget (2006)

## Doppiatori italiani
Nelle versioni in italiano delle opere in cui ha recitato, Damon Wayans è stato doppiato da:
- Francesco Pannofino in L'ultimo boyscout, Pioggia di soldi
- Marco Mete in L'ultima battuta, Un eroe fatto in casa
- Riccardo Rossi in Celtic Pride - Rapimento per sport
- Stefano Benassi in Tutto in famiglia
- Paolo Buglioni ne Il maggiore Payne
- Teo Bellia in Le ragazze della Terra sono facili
- Fabrizio Manfredi in Roxanne
- Oreste Baldini in La grande promessa
- Stefano Mondini in Bamboozled
- Simone Mori in Bulletproof
- Saverio Indrio in Happy Endings
- Simone D'Andrea in Marci X
- Christian Iansante in Lethal Weapon

Da doppiatore è sostituito da:
- Lino Banfi in Senti chi parla 2